# اینفوسیس کانسالتینگ
اینفوسیس کانسالتینگ (انگلیسی: Infosys Consulting) شرکت مشاور مدیریت آمریکایی است، که در سال ۲۰۰۴ توسط شرکت اینفوسیس تأسیس شد.